# Bacteroidota
Bacteroidota, anteriormente nomeado Bacteroidetes, é um filo do reino Bacteria que engloba três grandes grupos, divididos em três classes, cada uma com uma única ordem
- Bacteroides
- Flavobactérias
- Sphingobacterias

A classes de Bacteroidetes são todas relacionadas pela similaridade na composição de seus ribosomas. São bactérias vetoras de doenças diversas, como a colite, enterecolite, diverticulite. Que apesar de apresentarem certa similaridade em sua característica patogênica, causam males diferentes.
Outras sobrevivem em áreas termais nas profundezas do mar da Islândia, algumas vivem no solo, produzindo húmus, nas águas, ajudando a decomposição de elementos orgânicos.

## Categorias
- Bacteroidaceae- Família das bactérias gram-negativa encontradas normalmente nos interstícios  intestinal e nas membranas e  mucosas.
- Flavobacteriaceae - São bactérias consideradas gram-negativa  em sua grande parte. Vive no  habitat terrestre, sendo encontrada na água também.
- Flexibacteraceae - Família das bactérias na ordem Sphingobacteriales, classe Sphingobacteria.
- Rhodothermus - Género de bactérias aeróbicas, térmicas e gram-negativa da família Crenotrichaceae. Foram dectetadas em solos quentes e alcalinos submarinos na Islândia.